# Georges Chevalier (photographe)
Pour les articles homonymes, voir Georges Chevalier et Chevalier.
Georges Chevalier, né Bernard Chevalier le 2 août 1882 à Pauillac et mort le 1er mai 1967 à Boulogne-Billancourt, est un photographe français, qui a notamment travaillé pour Albert Kahn et les Archives de la Planète.

## Biographie
Fils de Guillaume Chevalier, tonnelier, et d'Anne Grégoire, son épouse, Bernard Chevalier naît à Pauillac en 1882. Il est initié à la photographie par Auguste Léon, un photographe bordelais.
En 1903, devenu lui-même photographe, Bernard Chevalier est exempté du service militaire pour « faiblesse ». Deux ans plus tard, résidant seul avec son père au Bouscat après la mort de sa mère, il épouse Louise Émilie Vinatier.
Bernard Chevalier entre au service des Archives de la Planète en 1913 par l’intermédiaire d'Auguste Léon, premier opérateur engagé par Albert Kahn, en 1909. Les photographies autochromes qu'il réalise sont signées sous le nom de Georges Chevalier. Au début de la guerre, il est maintenu exempté par le conseil de révision de la Seine, mais sera plus tard mis à la disposition des autorités militaires en tant qu'opérateur. Il prend de nombreux clichés de Paris et des zones ravagées pendant le conflit.
À partir de 1924, Chevalier est chargé de réaliser les portraits en couleur des invités qu'Albert Kahn reçoit dans sa propriété de Boulogne. Il participe par ailleurs à plusieurs missions en Angleterre et au Moyen-Orient, et photographie la Bretagne (en 1920 et 1924).
Après la ruine d'Albert Kahn, en 1934, il veille bénévolement sur la collection de plaques autochromes, puis est nommé officiellement en 1936 responsable du fonds pour le compte du département de la Seine, qui en est devenu propriétaire. Chevalier continue par ailleurs à mettre en œuvre des missions photographiques, avec sa collaboratrice Marguerite Magné de Lalonde — par exemple lors de l'Exposition internationale de 1937 —, et organise des projections de plaques autochromes. Il prend sa retraite à la fin de l'année 1949.
Établi 3, quai du Quatre-Septembre à Boulogne-Billancourt, à côté de l'ancienne propriété d'Albert Khan, Bernard Chevalier y meurt en 1967.

## Œuvre
- Les autochromes de Bretagne :
  - Une habitante de Ploumanac'h portant la coiffe (7 juin 1920)
  - Petite ferme à la sortie du village, Saint-Jean-Trolimon (mars 1920)

## Iconographie
- Interviews de Georges Chevalier, dans Qui êtes-vous Monsieur Kahn ?, reportage réalisé par Jean-Marie Coldefy, présenté par Georges de Caunes et diffusé le 16 septembre 1959 sur la première chaîne de la RTF, Inamediapro (notice no CPF86650448)